# سفارة كوريا الجنوبية في السويد
سفارة كوريا الجنوبية في السويد هي أرفع تمثيل دبلوماسي لدولة كوريا الجنوبية لدى السويد. تقع السفارة في ستوكهولم وهي تهدف لتعزيز المصالح الكورية جنوبية في السويد.

## وصلات خارجية
- الموقع الرسمي
- قائمة سفارات كوريا الجنوبية
- قائمة السفارات في السويد